# Steiner Aufstand
Der Steiner Aufstand waren Ereignisse in der Schweizer Gemeinde Steinen im Kanton Schwyz im September 1942.
Die Verhaftung des Müllers der «Untermühle» wegen umfangreicher Schwarzhandelsgeschäfte während des Zweiten Weltkriegs führte bei der Bevölkerung, der das Ausmass des Schwarzhandels unbekannt war, zu einem Aufruhr. Untersuchungsbeamte, die am 22. September ins Dorf angereist waren, wurden eingesperrt. Trotz deren Freilassung am gleichen Tag blieb die Lage angespannt. Die Schwyzer Kantonsregierung forderte Truppen zum Ordnungsdienst an, und der Aufruhr wurde unblutig beendet.
Elf beschuldigte Aufrührer kamen in Untersuchungshaft. Im Dezember 1944 wurden 18 Einwohner vom Bundesstrafgericht zu Haftstrafen verurteilt.

## Fussnoten
1. ↑  BGE 70 IV 213